# 逃出科幻紀
是一部2005年美國奇幻電影，由強·法夫洛所執導，改編自《野蠻遊戲》原著作者克里斯·凡·艾斯伯格的同名暢銷童書。
電影中兩兄弟強納·波波飾演丹尼，喬許·哈卻森飾演哥哥華特，提姆·羅賓斯飾演分居離婚父親的小角色，故事中為兩兄弟加入姊姊角色，由克莉絲汀·史都華出演。雖然電影是以《野蠻遊戲》系列的續集來做宣傳，儘管兩片相隔十年之久，但除了作者為同一人外，兩作品並非系列作，而是《野蠻遊戲》之外傳。

## 故事
描述兩個老是吵鬧不休的兄弟，在玩一個他們在老家地下室發現的神祕的遊戲時，進入了最黑暗的太空深處。現在他們必須克服他們的差異，並且同心協力完成遊戲，不然他們就會永遠被困在外太空了。 
在他們的父親（提姆·羅賓斯）出門上班之後，把他們留給他們的姊姊（克莉絲汀·史都華）照顧，六歲大的丹尼（強納·波波）和十歲大的華特（喬許·哈契森）不是搞的彼此神經緊張，就是根本無聊的半死。 
隨著他們的爭吵逐漸升高，華特開始追逐丹尼，丹尼就躲進一個升降機裡。不過華特令他吃了一驚，為了報復，把丹尼下降到他們黑暗又恐怖的地下室，而他在那裡找到一個老舊破爛的金屬棋盤遊戲「迷走星球」。在他試圖讓他哥哥和他一起玩遊戲失敗之後，丹尼開始自己玩了起來。 
從第一步開始，丹尼就明白這不是一般的棋盤遊戲。他的太空船棋子會自己移動，而當它登陸某處時，就會彈出一張卡片，上面寫著：「隕石雨，採取躲避行動」。整棟房子立刻就被上方灼熱燃燒的隕石連續擊中。 
當丹尼和華特抬頭從千瘡百孔的屋頂看出去時，他們發現，這下事情大條了，他們已經被送入最黑暗的外太空深處。 
而他們並不孤單。 
他們從此展開一個令人興奮，有時有點恐怖，不過卻不可預知的冒險。丹尼和華特明白，除非他們玩完這個遊戲，否則他們就會永遠被困在外太空了。隨著每個轉折，他們面對一個接著一個的難關：他們不小心把他們的姊姊莉莎弄進了深度冷凍睡眠之中，被一個發狂又故障的六腳機器人追逐，解救一位被困住的太空人（戴克斯·薛普），還被佐岡人（一種像蜥蜴的肉食動物）圍攻。 
由於那位太空人的幫助，丹尼和華特開始將他們手足間歧見的放在一旁，一起克服他們所遇見的難關，並且嘗試完成遊戲，好讓他們能夠回家。 
不過當他們面臨最大的挑戰時，他們所有的努力可能都會白忙一場－對抗一股強烈的重力吸引，將他們吸入黑暗星球「煞星」。

## 演員
| 演員            | 角色                                     |
| --------------- | ---------------------------------------- |
| 強納·波波       | 丹尼 Danny                               |
| 喬許·哈卻森     | 華特 Walter                              |
| 戴克斯·薛普     | 太空人／成年華特 Astronaut／Adult Walter |
| 克莉絲汀·史都華 | 麗莎 Lisa                                |
| 蒂姆·罗宾斯     | 爸爸 Dad                                 |
| 法蘭克·奧茲     | 機器人 Robot                             |

## 評價
爛番茄根據161條評論，本片獲得76%的新鮮度，平均得分6.5／10，觀眾投票獲得51%的分數，平均得分為3.3／5。在Metacritic上，本片獲得67分。

## 外部連結
- 互联网电影数据库（IMDb）上《逃出科幻紀》的资料（英文）
- Box Office Mojo上《逃出科幻紀》的資料（英文）
- AllMovie上《逃出科幻紀》的资料（英文）
- 爛番茄上《逃出科幻紀》的資料（英文）
- Metacritic上《逃出科幻紀》的資料（英文）
- 開眼電影網上《逃出科幻紀》的資料（繁體中文）
- Yahoo奇摩電影上《逃出科幻紀》的資料（繁體中文）
- 豆瓣电影上《逃出科幻紀》的資料 （简体中文）
- 时光网上《逃出科幻紀》的資料（简体中文）